# Synecdoche costata
Synecdoche costata är en insektsart som först beskrevs av Van Duzee 1851.  Synecdoche costata ingår i släktet Synecdoche och familjen vedstritar. Inga underarter finns listade i Catalogue of Life.